# Dermophis glandulosus
Dermophis glandulosus é uma espécie de anfíbio da família Caeciliidae.
Pode ser encontrada nos seguintes países: Colômbia, Costa Rica e Panamá.
Os seus habitats naturais são: florestas subtropicais ou tropicais húmidas de baixa altitude, regiões subtropicais ou tropicais húmidas de alta altitude, plantações, jardins rurais e florestas secundárias altamente degradadas.